# Čiližské močiare
Čiližské močiare je chráněný areál v oblasti Dunajské luhy.
Nachází se v okrese Dunajská Streda v Trnavském kraji v katastrálních územích Boheľov, Gabčíkovo, Padáň, Pataš, Veľký Meder, Vrakúň. Území bylo vyhlášeno či novelizováno v roce 2009 na rozloze 88,6569 ha. Ochranné pásmo nebylo stanoveno.
Předmětem ochrany jsou: 
Biotopy
- Přirozené eutrofní a mezotrofní stojaté vody s vegetací plovoucích nebo ponořených cévnatých rostlin typu Magnopotamion nebo Hydrocharition
- Lužné dubovo-břestovo-jasanové lesy kolem nížinných řek[1]

Fauna
- Blatňák tmavý

- Hořavka duhová
- Hrouzek běloploutvý

- Piskoř pruhovaný
- Sekavec písečný
- Svinutec tenký
- Vydra říční[1]